# Le Labo Goop
Le Labo Goop (ou Le Labo Goop avec Gwyneth Paltrow au Québec) (The Goop Lab) est une émission de télévision documentaire en six épisodes rendue disponible le 24 janvier 2020 sur Netflix, produite par la compagnie de produits de consommation Goop. 
Elle met en vedette des employés de la firme faisant l'essai de certains produits et services controversés, tels la guérison par l'imposition des mains et la voyance.
Elle a été mal reçue par la critique, étant accusée de faire la promotion de traitements pseudo-scientifiques.

## Sujets traités
Le Labo Goop fait la promotion de la compagnie de distribution de produits santé et bien-être Goop, fondée par Gwyneth Paltrow. La série est produite par Paltrow, Elise Loehnen, Andrew Fried, Shauna Minoprio et Dane Lillegard pour Boardwalk Pictures,.
Chaque épisode commence par un avertissement apparaissant à l'écran pour indiquer que la série ne présente pas de conseils médicaux. Les thèmes traités et les praticiens qui font des démonstrations de leurs techniques font cependant fréquemment allusion à des bienfaits pour la santé, voire à la prévention et guérisons de maladies graves,.
| Titre                         | Sujets traités                               |
| ----------------------------- | -------------------------------------------- |
| Trip jamaïcain                | Utilisation thérapeutique des hallucinogènes |
| Le Froid qui réchauffe        | Application thérapeutique de la cryogénie    |
| Tout le plaisir est pour nous | Sexualité féminine                           |
| La Vie saine                  | Longévité                                    |
| Le Pouvoir de l'énergie       | Guérison par l'énergie                       |
| Intuition et Clairvoyance     | Voyance                                      |

## Réactions
La façon dont la série accorde de la légitimité à des praticiens de pseudo-sciences et traitements à l'efficacité improbable a suscité de vives réactions de la part de vulgarisateurs scientifiques.
Pour Olivier Bernard, la série est « le paradis de la pseudoscience en matière de santé » et le produit d'une approche marketing délibérée. Timothy Caulfield estime qu'il s'agit d'un « énorme publireportage » pour l'entreprise et représente « une érosion de la pensée critique ».
Jonathan Jarry, de l'Organisation pour la science et la société de l'Université McGill, estime qu'en général, aucune preuve scientifique n'appuie les marchandises vendues par cette « immense compagnie qui est dédiée à vendre un style de vie exorbitant ». Il reproche à la série d'utiliser des anecdotes plutôt que de présenter des preuves et de confondre science et pseudoscience: « Goop propulse les spectateurs bien au-delà de l'ouverture d'esprit, directement vers la crédulité ».
Timothy Caulfield met plutôt l'accent sur la situation de conflit d'intérêts qui est créée par Paltrow, qui vend des produits basés sur les affirmations pseudo-scientifiques dont la série fait la promotion: « Il faut combattre davantage les effets négatifs que les conflits d’intérêts peuvent avoir sur la recherche biomédicale et la pratique clinique. Mais nous devons également reconnaître que de profonds conflits d’intérêts existent dans le domaine de la médecine alternative. Nous ne devrions pas donner de passe-droit à ceux et celles qui sont engagés dans cette industrie – y compris Paltrow et Goop. »
Le directeur général des services de santé britanniques, Simon Stevens, a vivement réagi à la mise en ligne de la série sur Netflix, estimant que « Gwyneth Paltrow donne de la crédibilité à des charlatans qui font la promotion de traitements qui n’ont jamais été testés,. »
Les leaders d'opinion et les critiques de télévision n'ont été guère plus charitables :
Dans Le Journal de Montréal, Sophie Durocher boucle sa chronique avec une condamnation : « Avant, les vendeurs de remèdes miracles se promenaient de village en village et mentaient comme des arracheurs de dents. Aujourd’hui, ils sont… sur Netflix ».
Le magazine Femina recommande de regarder la série « avec un esprit critique, à prendre comme une émission comique. »
Rachel Moss du Huffington Post insiste sur la confusion qui est créée entre ce qui est démontré scientifiquement et les théories farfelues: « Des scientifiques qualifiés apparaissent aux côtés d’experts autodéclarés. Des faits sont présentés en parallèle de théories ou d’opinions personnelles. »
De nombreux commentateurs ont rappelé que Goop a été forcée de payer une amende de US$145 000 en 2018, pour avoir faussement attribué des propriétés médicales à certains de ses produits,,.
Le professeur de marketing Sylvain Sénécal a souligné que la controverse entourant les pratiques relevant de l'ésotérisme présentées dans la série ajoutent à la notoriété de la marque Goop, déjà bien servie par le fait d'être dirigée par une vedette du cinéma. Du moins jusqu'à ce que quelqu'un décède en conséquence de l'utilisation d'un service mis en vedette par la série, il prédit que la série restera disponible.
L'épisode traitant de la sexualité des femmes a été généralement mieux reçu, la gynécologue Jennifer Gunter saluant la participation d'une experte reconnue (Betty Dodson) offrant de l'information juste et utile: « Les images de la vulve et du vagin, tout cela est bien utile, puisque de nombreuses femmes souscrivent à de fausses perceptions de l'orgasme féminin qui incluent beaucoup de sons et de contorsions. Mais Gunter a trouvé les trois premiers épisodes trop ennuyants pour continuer à écouter, en plus de faire la promotion de techniques non scientifiques . »